# Kanadyjski Instytut Filmowy
Kanadyjski Instytut Filmowy (ang. Canadian Film Institute, fr. Institut canadien du film) - istniejąca od około 1935 roku organizacja filmowa zajmująca się głównie organizacją Międzynarodowego Festiwalu Animacji w Ottawie. Dyrektorem Instytutu jest Tom McSorley. Instytut jest organizacją kulturalną non-profit.